# Casa al carrer Bisbe Català, 3 (Tiana)
La Casa al carrer Bisbe Català, 3 és una obra de Tiana (Maresme) inclosa a l'Inventari del Patrimoni Arquitectònic de Catalunya.

## Descripció
És una casa formada per una planta baixa i unes golfes sota teulada. Destaca únicament la part del coronament superior de la façana, purament decoratiu, format per línies corbes còncaves i convexes i que amaga darrere seu la teulada de dues vessants. Un petit òcul se situa al centre del frontó.

## Història
L'edifici en qüestió resulta de la reforma d'uns antics magatzems convertits en habitatge i que exteriorment conserva la mateixa estructura. És una obra feta per paletes locals i que demostra un intent d'emular, amb mitjans ínfims, els corrents arquitectònics del moment, prototípics de les cases de la vila. Fou construït als inicis dels anys 20.